# Souleymane Koné Kamaraté
Souleymane Koné Kamaraté, alias Soul To Soul, est l'ancien chef de protocole de Guillaume Soro.

## Biographie

### Carrière
Souleymane Koné Kamaraté est réputé proche de Guillaume Soro dont il a été directeur de protocole,. Il écope d'une peine de 20 ans prison et est emprisonné à la Maca,,. En février 2024, il obtient la grâce présidentielle,
Le 10 juin 2025, Koné Kamaraté Souleymane, également connu sous le nom de Soul To Soul, a été condamné par la justice ivoirienne à cinq ans de prison,. ferme et à une amende de cinq millions de francs CFA. Il a été reconnu coupable de recel de détournement de deniers publics et de blanchiment de capitaux. Malgré cette condamnation, il n’a pas été placé sous mandat de dépôt et a quitté le tribunal libre.
Soul To Soul est marié et a des enfants.